# Hohenstein (Süntel)
Der Hohenstein ist ein 340,5 m ü. NHN hoher Berg im Westen des zum Weserbergland gehörenden Süntels. Er liegt zwischen Bensen und Langenfeld im niedersächsischen Landkreis Hameln-Pyrmont. Auf dem Berg liegt ein Klettergebiet.

## Geographie

### Lage
Der Hohenstein erhebt sich im Naturpark Weserbergland Schaumburg-Hameln. Sein Gipfel liegt im Stadtgebiet von Hessisch Oldendorf 2,7 km nordöstlich von Zersen, 2,9 km nordnordöstlich von Wickbolsen, 2,8 km nördlich von Bensen und 2,4 km südöstlich von Langenfeld. Vorbei am durchgehend bewaldeten Berg fließen im Norden und Westen der Blutbach und im Süden der Langeföhrbach, die beide im Osten entspringen und südsüdwestlich des Berges zum Hollenbach zusammenfließen.

### Naturräumliche Zuordnung
Der Hohenstein gehört in der naturräumlichen Haupteinheitengruppe Weser-Leine-Bergland (Nr. 37), in der Haupteinheit Calenberger Bergland (378) und in der Untereinheit Weserberge (378.1) zum Naturraum Wesergebirge (378.10). Nach Nordwesten leitet die Landschaft in den Naturraum Nordwest-Süntel (378.12) und nach Nordosten in den Naturraum Südost-Süntel (378.13) über. Im Süden schließt sich der Naturraum Steinbergener Lößhang (366.11) an, der in der Haupteinheitengruppe Oberes Weserbergland (36) und in der Haupteinheit Rinteln-Hamelner Weserland (366) zur Untereinheit Südliches Wesergebirgsvorland (366.1) zählt.

## Schutzgebiete
Auf dem Hohenstein liegen Teile des Naturschutzgebiets Hohenstein (CDDA-Nr. 4391; 1952 ausgewiesen; 877 ha groß). Bis auf seinen Ostteil reichen beim Wettergrund Teile des Landschaftsschutzgebiets (LSG) Süntel (CDDA-Nr. 324964; 1968; 28,789 km²) und am dortigen Übergang zum Brennenberg solche des LSG Hessisch Oldendorfer Wesertal/Nord (CDDA-Nr. 321590; 1983; 27,878 km²). Auf dem Berg befinden sich Teile des Fauna-Flora-Habitat-Gebiets Süntel, Wesergebirge, Deister (FFH-Nr. 3720-301; 24,97 km²) und des Vogelschutzgebiets Uhu-Brutplätze im Weserbergland (VSG-Nr. 3720-431; 10,06 km²).

## Landschaft und Geologie
Der Hohenstein hat ein Hochplateau, das am Südrand zirka 40 m steil abfällt. Die aus Korallenoolith bestehenden Klippen sind weit aus dem Oberen Wesertal heraus zu sehen. Zu den Felswänden und Felsen des Berges gehören: Eibenwand, Grüner Altar, Hirschsprung, Kreuzstein und Teufelskanzel.

## Klettergebiet
Der Hohenstein ist ein beliebtes Klettergebiet. Ende der 1960er Jahre wurde aus Schutzgründen ein Kletterverbot verhängt, welches später jedoch mit bestimmten Einschränkungen aufgehoben wurde. Es sind aber weiterhin bestimmte Felsen mit ganzjährigem Kletterverbot belegt, während andere Routen im Winter vom 1. Oktober bis 15. März wegen Fledermausschutz gesperrt sind.

## Galerie

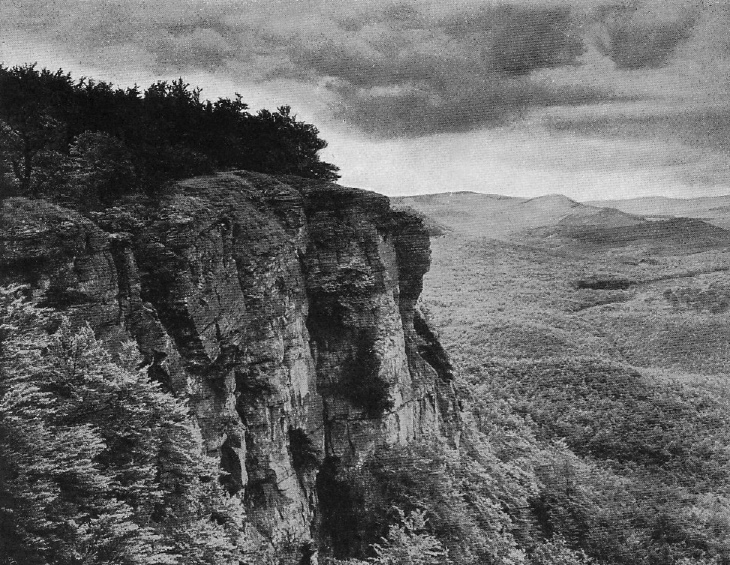
Hohensteinklippen um 1900
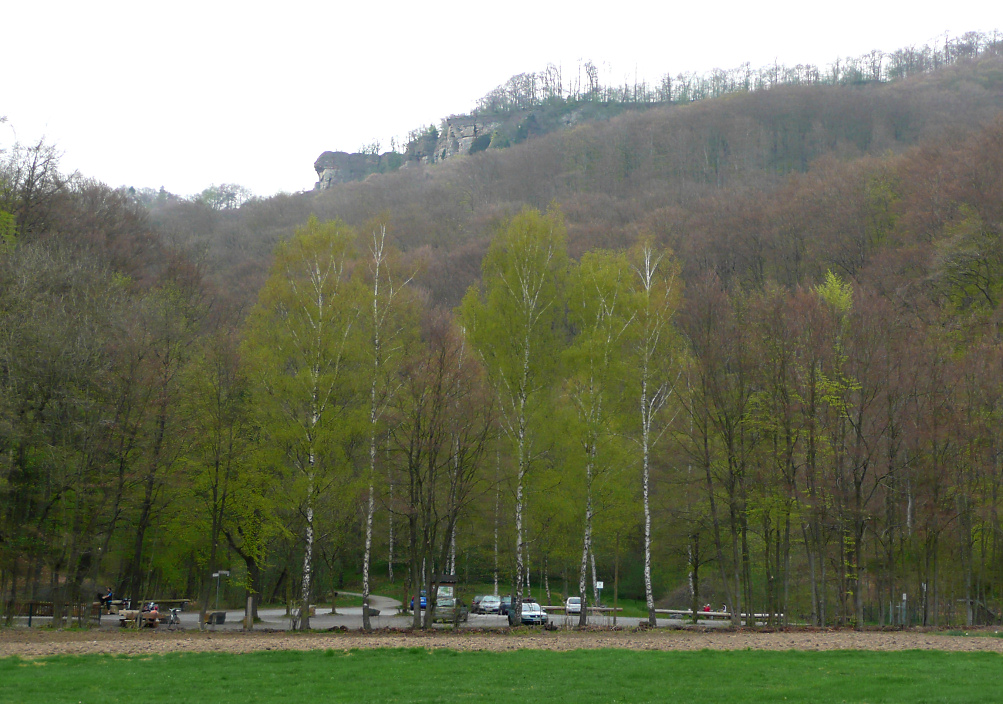
Blick hoch zum Hohenstein vom Parkplatz und der Wassertretstelle
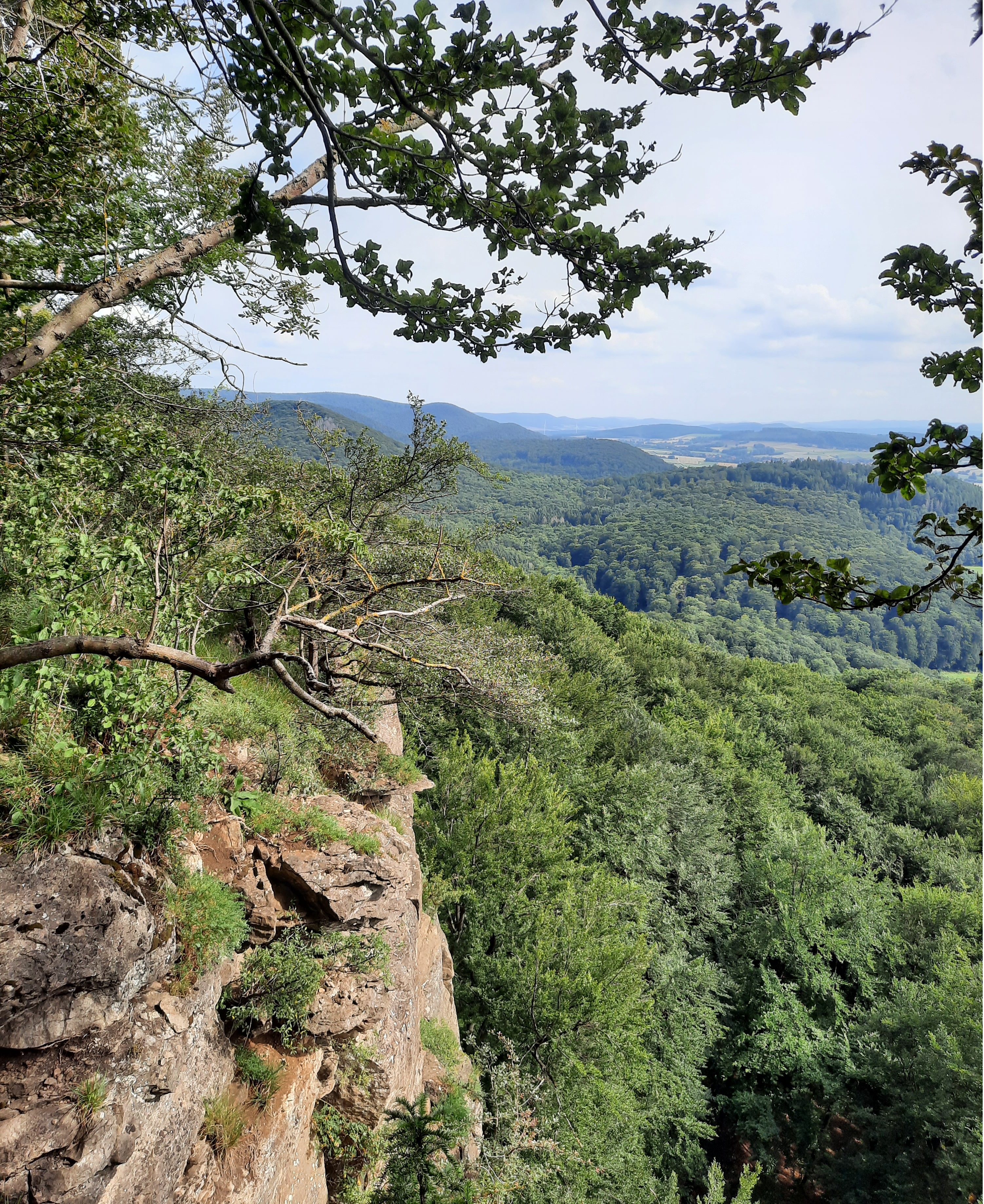
Blick vom Hohenstein
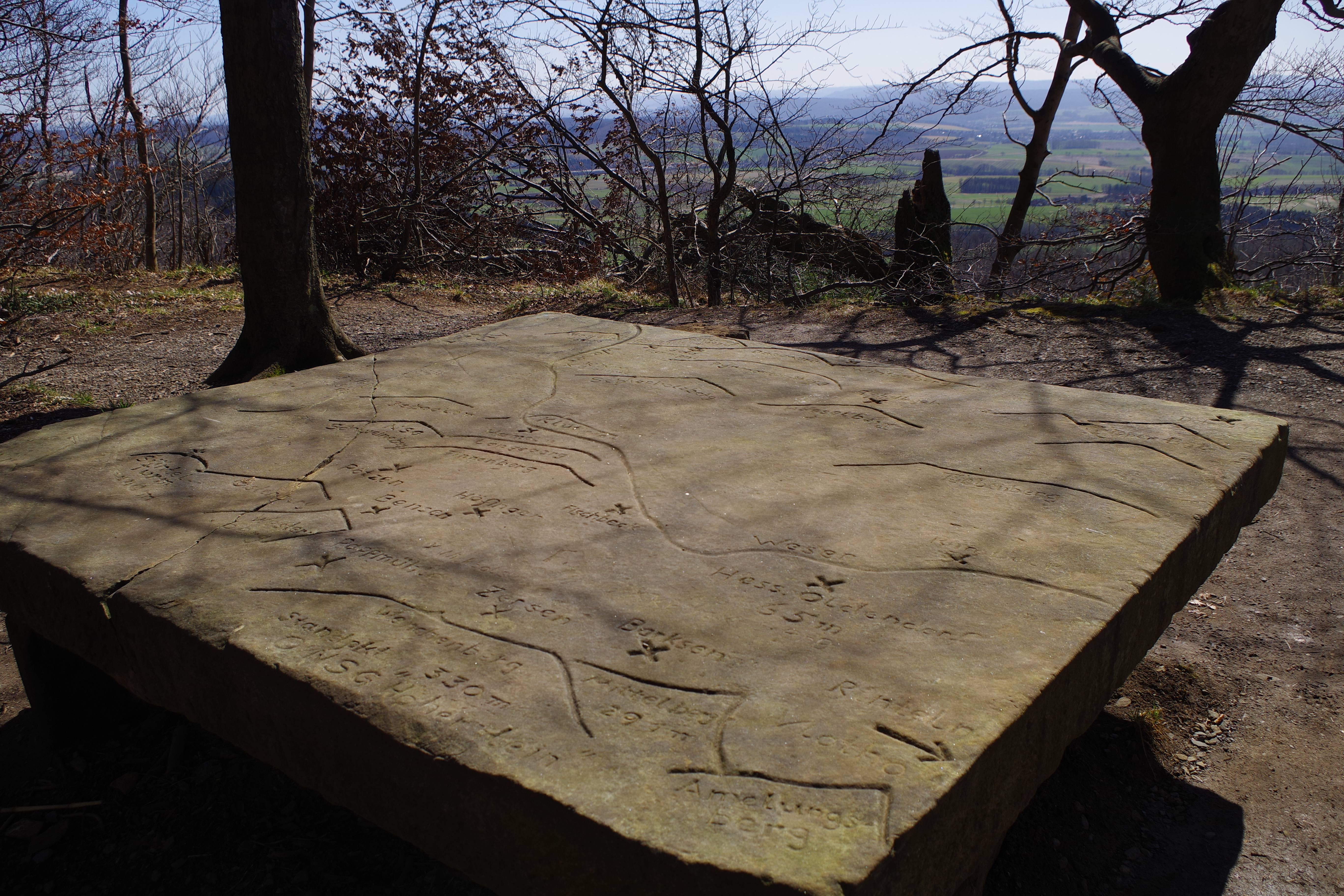
Steintafel auf dem Hohenstein mit eingemeißelter Wegespinne
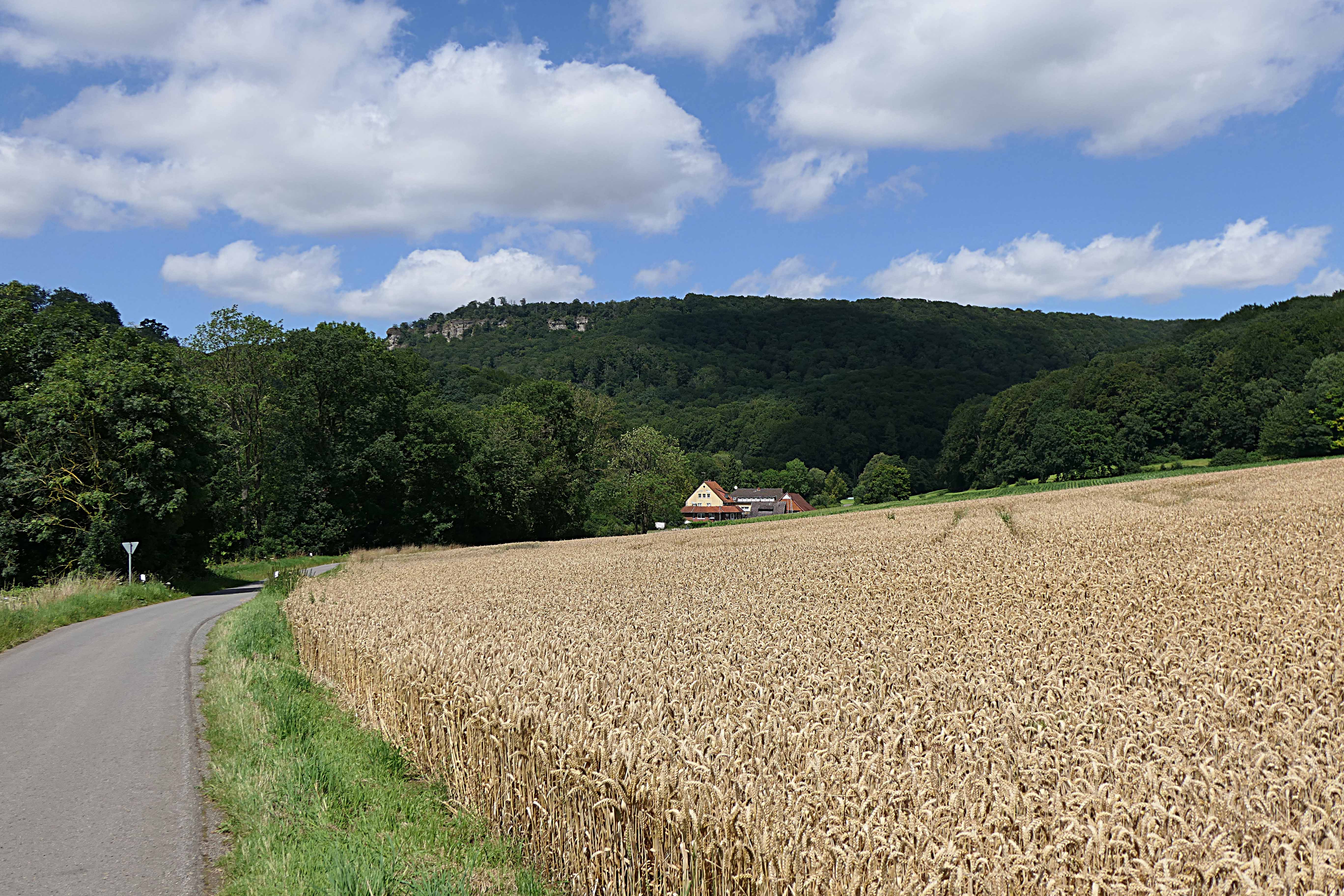
Pappmühle von Süden mit dem Hohenstein (Süntel)